# Беклешов, Алексей Андреевич
Алексей Андреевич Беклешов (1746—1823) — генерал-лейтенант из рода Беклешовых.

## Биография
Родился 12 (23) марта 1746 года. Братья — Николай, Александр, Сергей.
С 1778 года — подполковник Томского полка; в 1779 году был переведён в Козловский полк (по «Списку воинскому департаменту» на 1779 год он числится в Орловском пехотном полку, а на 1780 — в Шлиссельбургском пехотном).
В 1782—1785 годах служил в Астраханском драгунском полку; с 1786 года — полковник Таганрогского драгунского полка; в 1794 году находился в войсках на Кавказской линии, 26 ноября 1794 года был награждён орденом Св. Георгия 4-й степени.
С 15.07.1797 — генерал-майор, с 22.04.1799 — генерал-лейтенант. По 15.07.1797 был командиром Курского мушкетерского полка. С 15.07.1797 по 18.10.1798 — шеф Кронштадтского гарнизонного полка, тайный советник. С 06.05.1799 по 25.07.1799 — шеф Фридрихсгамского гарнизонного полка. С 27.12.1801 по 24.01.1803 — шеф Архангельского гарнизонного полка. 
Умер 3 (15) декабря 1823 года и похоронен на Лазаревском кладбище Александро-Невской лавры.
А. А. Беклешов был владельцем села Федосино Островского уезда Псковской губернии. Детей у него не было и имение перешло во владение к его племяннику — Николаю Сергеевичу Беклешову (1788—1859).